# Anh hùng xạ điêu (phim truyền hình 2003)
Anh hùng xạ điêu (giản thể: 射雕英雄传; phồn thể: 射鵰英雄傳; bính âm: shè diāo yīng xióng zhuàn) là một bộ phim truyền hình cổ trang võ hiệp của Trung Quốc được trình chiếu năm 2003, dựa theo tiểu thuyết cùng tên của nhà văn Kim Dung. Đây là phần đầu tiên trong loạt Xạ điêu tam bộ khúc do Trương Kỷ Trung sản xuất, với các phần kế tiếp lần lượt là Thần điêu đại hiệp (2006) và Ỷ Thiên Đồ Long ký (2009). Phim lần đầu được trình chiếu trên Đài Truyền hình Trung ương Trung Quốc (CCTV) vào năm 2003.

## Những chi tiết bị thay đổi so với nguyên tác
- Hàng Long thập bát chưởng của Hồng Thất Công có 18 chiêu thức nhưng trong phim thì Hồng Thất Công và Quách Tĩnh chỉ dùng có 1 động tác duy nhất để thể hiện cho bộ Hàng Long thập bát chưởng này.
- Thêm chi tiết Dương Khang kề kiếm vào cổ dọa tự sát buộc Hoàn Nhan Hồng Liệt tha mạng cho Mục Niệm Từ. Chi tiết này khiến nhà văn Kim Dung không hài lòng về phiên bản này.
- Chi tiết Hoàng Dung dùng Đả Cẩu Bổng pháp đánh bại Bành trưởng lão, Giản trưởng lão và Lương trưởng lão mới được tôn làm Bang chủ Cái Bang trong nguyên tác lại trở thành chi tiết Hoàng Dung chỉ đánh bại Bành trưởng lão thôi là được tôn lên làm Bang chủ Cái Bang như trong phim.
- Bộ phim cắt bỏ chi tiết phần tiếng Phạn trong Cửu Âm Chân Kinh mà Chu Bá Thông ép Quách Tĩnh học thuộc được Nhất Đăng đại sư và sư đệ người Thiên Trúc của ông ta dịch ra. Nhờ phần tiếng Phạn được dịch ra này mà Nhất Đăng đại sư và Hồng Thất Công nhanh chóng khôi phục lại võ công đã bị mất.
- Chi tiết Quách Tĩnh dùng chân bị chặt của đám cừu, dê cắm vào ngọn núi (các chân cừu, dê đó có máu nên bị băng tuyết đông cứng lại thành các bậc thang) để leo lên núi gặp Hoàng Dung trong nguyên tác trở thành chi tiết Quách Tĩnh dùng thang dây leo lên trong phim. Chi tiết Quách Tĩnh dùng Hàng Long thập bát chưởng đánh văng vua Ala ad Din Munhamad II của Đế quốc Khwarezm trong nguyên tác đã bị cắt bỏ.
- Thành Cát Tư Hãn chiếm thành Samarkand của Đế quốc Khwarezm thì bắt được Hoàn Nhan Hồng Liệt nhưng tha mạng cho hắn. Hoàn Nhan Hồng Liệt tự lấy kiếm tự sát. Chi tiết này cũng khiến nhà văn Kim Dung không hài lòng về phiên bản này. Trong nguyên tác của Kim Dung thì Hoàn Nhan Hồng Liệt khi bị bắt thì luôn van xin Thành Cát Tư Hãn tha mạng cho hắn, Thành Cát Tư Hãn sai người đem Hoàn Nhan Hồng Liệt chém đầu thị chúng.
- Chu Bá Thông và Anh Cô trùng phùng với nhau tại núi Hoa Sơn trong dịp Hoa Sơn luận kiến lần thứ 2. Trong nguyên tác thì cả hai phân ly nhau.
- Trong dịp Hoa Sơn luận kiến lần thứ 2, chi tiết đám Sa Thông Thiên, Hầu Thông Hải, Bành Liên Hổ và Linh Trí Thượng Nhân bị Chu Bá Thông bắt giữ và giải về Trùng Dương cung trong nguyên tác đã bị cắt bỏ. Chi tiết Cừu Thiên Nhận hô hào ai chưa từng giết người mới được bước ra đánh với hắn và Hồng Thất Công xuất hiện chưởng hắn văng xa đã bị cắt bỏ trong phim. Chi tiết Quách Tĩnh tỷ thí võ công với cả Hoàng Dược Sư và Hồng Thất Công trong nguyên tác thì chỉ còn lại việc Quách Tĩnh dùng Hàng Long thập bát chưởng hóa giải khúc ngâm của Hoàng Dược Sư trong phim. Chi tiết Âu Dương Phong điên điên khùng khùng đánh bại Quách Tĩnh, Hoàng Dược Sư và Hồng Thất Công trong nguyên tác trở thành chi tiết Âu Dương Phong xuất hiện hất văng ba người trong phim.
- Chi tiết Bành trưởng lão của Cái Bang xàm sỡ Mục Niệm Từ rồi bị Hoàng Dung thả chim điêu mổ chết đã bị cắt bỏ trong phim.

## Diễn viên

### Diễn viên chính
- Lý Á Bằng: Quách Tĩnh
- Châu Tấn: Hoàng Dung
- Châu Kiệt: Dương Khang
- Tưởng Cần Cần: Mục Niệm Từ

### Các diễn viên khác
- Ba Sâm: Thành Cát Tư Hãn
- A Tư Như, 阿斯茹: Hoa Tranh
- Dương Lệ Bình: Mai Siêu Phong
- Trương Tiếu Quân: Trần Huyền Phong
- Lã Lệ Bình: Lý Bình
- Hà Tình: Bao Tích Nhược
- Đinh Hải Phong: Dương Thiết Tâm
- Tào Bồi Xương: Hoàng Dược Sư
- Vương Vệ Quốc: Đoàn Trí Hưng
- Vưu Dũng: Âu Dương Phong
- Tôn Hải Anh: Hồng Thất Công
- Tu Khánh: Âu Dương Khắc
- Triệu Lượng: Chu Bá Thông
- Chu Hạo Đông: Khưu Xứ Cơ
- Bảo Đại Chí: Hoàng Nhan Hồng Liệt
- Ba Âm: Triết Biệt
- Trương Kỷ Trung: Vương Trùng Dương
- Lưu Lập Vĩ: Kha Trấn Ác
- Vu Hựu Xuyên: Chu Thông
- Ba Đặc Nhĩ: Hàn Bảo Câu
- Dương Quang Hoa: Nam Hy Nhân
- Tạ Ninh: Trương A Sinh
- Vương Vĩ: Toàn Kim Phát
- Triệu Phong, 赵枫: Hàn Tiểu Oanh
- Lương Lệ: Anh Cô
- Lý Úc: Cừu Thiên Nhận
- Trương Hành Bình: Lỗ Hữu Cước
- Dương Niệm Sinh: Lương Tử Ông
- Nhâm Viên Viện: Trình Dao Gia
- Lưu Khôi: Đoàn Thiên Đức
- Hoàng Xung: Lục Quán Anh
- Lý Vĩ: Doãn Chí Bình
- Ô Lan Bảo Âm: Lục Thừa Phong
- Vương Cương: Vương Xứ Nhất

## Âm nhạc
Bài hát mở đầu phim là Thiên địa đô tại ngã tâm trung (天地都在我心中) do Dịch Mính viết lời, Điền Dã trình bày. Bài hát kết thúc phim là Chân tình chân mỹ (真情真美) do Dịch Mính viết lời, Tôn Nam và Hứa Như Vân trình bày.

## Thông tin thêm
- Diễn viên Triệu Vy là cái tên đầu tiên được nhà sản xuất nhắm cho vai Hoàng Dung nhưng cô từ chối vì đang vướng hợp đồng phim Tịch dương thiên sứ và sau đó Châu Tấn đã được chọn thay thế.
- Các cảnh trong phim còn được sử dụng trong các đoạn hồi tưởng của phim Thần điêu đại hiệp (2006), kể cả cảnh cái chết của Dương Khang.
- Một số diễn viên trong phim này còn tham gia phim Thần điêu đại hiệp (2006) như Triệu Lượng (Chu Bá Thông), Hoàng Tiểu Lôi (cô Ngốc), Lương Lệ (Anh Cô), Vương Vệ Quốc (Nhất Đăng đại sư).
- Diễn viên Ba Sâm đóng vai Thành Cát Tư Hãn trong phim này là hậu duệ của Sát Hợp Đài - con trai thứ 2 của Thành Cát Tư Hãn.
- Diễn viên Ba Âm đóng vai Triết Biệt trong phim này cũng là người đóng vai Cưu Ma Trí trong Thiên long bát bộ 2003, vai Kim Luân pháp vương trong Thần điêu đại hiệp (2006) và vai Thành Cát Tư Hãn trong Anh hùng xạ điêu (2008).
- Diễn viên Vương Cương đóng vai Vương Xứ Nhất trong phim này cũng là người đóng vai Tống Viễn Kiều trong phim Ỷ thiên đồ long ký (bản 2003 của Tô Hữu Bằng và Giả Tịnh Văn).
- Diễn viên Lý Á Bằng đóng vai Quách Tĩnh và Tôn Hải Anh đóng vai Hồng Thất Công trong phim này cũng đóng vai Lệnh Hồ Xung và Điền Bá Quang trong phim Tiếu ngạo giang hồ (2001,bản Lý Á Bằng và Hứa Tịnh).
- Diễn viên Tu Khánh đóng vai Âu Dương Khắc và Hoàng Tiểu Lôi đóng vai cô Ngốc trong phim này cũng đóng vai Mộ Dung Phục và cung nữa của công chúa Tây Hạ trong phim Thiên long bát bộ (bản 2003, của Hồ Quân, Lâm chí Dĩnh...).
- Diễn viên Trương Hành Bình đóng vai Lỗ Hữu Cước trong phim này cũng đóng vai Ngư phu (một trong 4 đệ tử của Đoàn Trí Hưng) trong phim Anh hùng xạ điêu 2008
- Diễn viên Lý Úc đóng vai Cừu Thiên Nhận trong phim này cũng là người đóng vai Nam Hải Ngạc Thần trong phim Thiên Long Bát Bộ 2003 và Chu Bá Thông trong phim Anh hùng xạ điêu 2008
- Diễn viên Dương Niệm Sinh đóng vai Lương Tử Ông trong phim này cũng đóng vai Huyền Từ phương trượng trong phim Thiên long bát bộ 2003 và vai Từ Thiên Xuyên trong phim Lộc Đỉnh ký 2008